# Новоивановский сельский совет (Харьковская область)
Новоивановский сельский совет — входит в состав Лозовского района Харьковской области Украины.
Административный центр сельского совета находится в селе Новая Ивановка.

## История
- 1921 — дата образования.

## Населённые пункты совета
- село Новая Ивановка
- село Мальцевское
- село Нестелиевка
- село Страстное